# Trochalus kisantuensis
Trochalus kisantuensis är en skalbaggsart som beskrevs av Louis Burgeon 1943. Trochalus kisantuensis ingår i släktet Trochalus och familjen Melolonthidae. Inga underarter finns listade i Catalogue of Life.